# Краевско-Армянское
Крае́вско-Армя́нское — село в Раздольском сельском округе Хостинского района города Сочи в Краснодарском крае. 

## География
Располагается в долине реки Мацесты, в 8-9 км от её устья.

## История
Село основано на землях П. А. Краевского. Он предоставил свои земли для поселения армян, бежавших  от репрессий из Турции. Поэтому вторая часть названия отражает этнос поселенцев, в отличие от Краевско-Греческого.
На базе села в 1930-е годы был создан колхоз «Красный союз». Здесь в основном возделывали табак, выращивали кукурузу, но были и сады сливовые, грушевые, яблоневые; хорошо плодоносил инжир. В колхозе была своя сушилка. Были плантации ореха-фундука.

## Население
| 2002 | 2010  | 2021  |
| ---- | ----- | ----- |
| 1546 | ↗1624 | ↗3709 |

Национальный состав
Село населено преимущественно армянами.

## Инфраструктура
Средняя школа № 41 (ранее семилетняя школа № 5), почта, библиотека.